# Loxostege chrysitis
Loxostege chrysitis là một loài bướm đêm trong họ Crambidae.